# Зелёный, Всеволод
Всеволод Зелёный (латыш. Vsevolods Zeļonijs, род. 24 февраля 1973, Рига) — советский и латвийский дзюдоист, бронзовый призёр Олимпийских игр и Чемпионата мира, многократный победитель и призёр Чемпионатов Европы и Кубков мира. Возглавляет федерацию дзюдо Латвии и является вице-президентом Олимпийского комитета, а также является основателем спортивной школы Всеволода Зелёного.

## Биография
Всеволод Зелёный родился в г. Рига в 1973 году. Учился в 42-й средней школе, после окончании которой поступил в Рижский Краснознамённый институт инженеров гражданской авиации (РКИИГА), где по окончании получил степень бакалавра по экономике. Спортом Всеволод начал заниматься с семилетнего возраста и свою спортивную карьеру закончил в возрасте 35 лет после своих четырёх Олимпийских игр в Пекине (2008).
В 2000 году Всеволод основал спортивную школу Всеволода Зелёного, на сегодняшний день школа имеет статус учебного заведения, где реализуется аккредитованная программа профессионального направления по таким видам спорта как дзюдо, карате, джиу-джитсу, самбо. В школе ежегодно проходят обучение около 900 воспитанников.
С 2003 по 2018 год Всеволод был членом правления и президентом федерации самбо. До 2018 года входил в состав правления Европейской федерации самбо.
С 2000 г. Всеволод входил в состав правления федерации дзюдо Латвии (ЛДФ), а также занимал пост генерального секретаря. В 2017 г. был выбран на пост президента ЛДФ. В Европейском Союзе дзюдо (ЕСД) долгое время состоял в комиссии по маркетингу, в данный момент является членом образовательной комиссии ЕСД.
В 2020 году Всеволод вошёл в состав исполнительного комитета ЛОК, а также был выбран вице-президентом Олимпийского комитета Латвии.
В 2020 году Всеволод закончил Академию Мировой федерации дзюдо (IJF Academy, Higher Education Institution).

## Спортивная карьера
Всеволод Зелёный начал заниматься самбо с 1983 года в спортивном клубе «Зиемельблазма» под руководством Мариса Лайбина и уже в 1988 году в возрасте 15 лет победил на Всесоюзном турнире «Дружба» среди взрослых, выполнив норматив мастера спорта СССР.
С 1989 по 1991 год Всеволод стал трёхкратным победителем первенства СССР под руководством тренера Анатолия Терентьева.
В течение трёх лет был первым номером в сборной СССР в весовых категориях 60, 65 кг. Под руководством старшего тренера сборной СССР по самбо среди юношей Сергея Елисеева Всеволод выиграл первенство мира по самбо в г. Москва в 1990 году.
В конце 1991 года Латвийская федерация дзюдо (ЛДФ) пригласила Всеволода в сборную команду для подготовки к Чемпионату Европы по дзюдо (Париж, 1992 г.), где сборная Латвии по дзюдо впервые представляла свою страну после возобновления независимости. В рамках подготовки сборная Латвии участвовала на Чемпионате СНГ (г. Рязань), где Всеволод занял седьмое место — это был лучший результат среди Латвийских спортсменов, тем самым его окончательно утвердили в основной состав на Чемпионат Европы.

В Париже на Чемпионате Европы Всеволод подряд выиграл четыре встречи и только в финале уступил дзюдоисту из Франции Беноиту Кампаргу.
В 1992 году будучи серебряным призёром Чемпионата Европы по дзюдо Всеволод в последний раз выступил на Чемпионате Европы по самбо среди юниоров и стал чемпионом. Оба турнира прошли под руководством тренера Игоря Константинова.
Всеволод принимал участие в большом количестве международных турниров: Кубки мира, Чемпионаты Европы, Европейские кубки, Чемпионаты мира, Олимпийские игры. Выступая за сборную Латвии под руководством таких тренеров как Игорь Константинов, Вячеслав Бондаренко и Олег Баскин (1997— н. в.) завоевал множество медалей, Всеволод стал одним из самых титулованных спортсменов Латвии и лучшим дзюдоистом страны.
Всеволод Зелёный принимал участие в четырёх Олимпиадах: Барселона (1992 г.), Сидней (2000 г.), Афины (2004 г.), Пекин (2008 г.) На Олимпиаде в Сиднее Всеволод завоевал бронзовую медаль в весовой категории −73 кг.
Свою карьеру дзюдоиста в спорте высоких достижений Всеволод закончил в возрасте 35 лет (2008 г.).
В настоящее время (2021 г.) Всеволод Зелёный является президентом Федерации дзюдо Латвии и вице-президентом Олимпийского комитета Латвии. Также является основателем и руководителем спортивной школы Всеволода Зелёного, где проходят занятия по таким видом спорта как: дзюдо, карате, джиу-джитсу и самбо. Школа основана 27 декабря 2000 года.
В 2015 году на церемонии открытия Чемпионата Латвии Всеволоду Зелёному вручили красно-белый пояс и присвоили степень «6-й дан». Пояс вручал старший тренер сборной команды Латвии, обладатель седьмого дана Олег Баскин.